# صموئيل هولاند
صموئيل هولاند هو عالم رسم الخرائط هولندي، ولد في 1728 في ديفينتر في هولندا، وتوفي في 28 ديسمبر 1801 في مدينة كيبك في كندا.